# Българско училище „Аз Буки Веди“
Българското училище „Аз Буки Веди“ (на немски: Bulgarische Schule „Az Buki Vedi“) е училище на българската общност в град Кьолн, провинция Северен Рейн-Вестфалия, Германия. Създадено е през 2009 г. През учебната 2023-2024 година в него се обучават 308 деца и ученици, разпределени в детска градина, предучилищна степен и 1-ви до 10-ти клас. Към 2024 г. директор на училището е Росица Байрактарски.
Училището разполага с училищна библиотека и организира ежегодишно двуезични четения с български детски автори в Градската библиотека  в Кьолн. В него се празнуват всички значими български празници, а за Коледа и Нова година, и за 24 май (Денят на светите братя Кирил и Методий, на българската азбука, просвета и култура и на славянската книжовност) се провеждат целодневни тържества с всички ученици. Традиционно се провеждат шест фолклорни работилнички „Майсторете, ръчички, за радост на всички“, Лъвски скок със стихче, неделни инициативи „Български език накрак“, едни Зелени игри по Гергьовден и вътрешен кръг на Конкурс по четене „Аз Буки Веди“ за 1-ви и 2-ри клас. Училището е инициатор и движещата сила в Настоятелството на Международния конкурс по четене на български език за ученици в 1-ви и 2-ри клас, който всяка година мени своя домакин с томбола.

## История
Училището е основано през 2009 г. като частна родителска инициатива с цел систематично и последователно обучение на децата по български език, литература и странознание – култура, история и география на България. В началото занятията са водени от самите родители на ротационен принцип в няколко групи, но впоследствие се оформят класове и обучението се възлага на титуляри с подходящо педагогическо образование и опит в преподаването на многоезични деца в начални и прогимназиални класове, е посочено в сайта на учебното заведение.
През учебната 2010-2011 г. по инициатива на родители в училището се създава Конкурсът по четене „Аз Буки Веди“. В състезанието участват деца от български произход, които посещават официалните училища на територията на страните в Европа, и които допълнително посещават класно или индивидуално обучение по роден (български) език.
През 2013 г. е регистрирано едноимено дружество с идеална цел, което да представлява училището пред немската и българска администрация: Немско-българско културно-просветно дружество „Аз Буки Веди“, Кьолн. От 2014 г. училището е включено в официалния Списък на българските неделни училища в чужбина, подпомагани по Постановление № 90 от 29 май 2018 г. за българските неделни училища в чужбина (наследник на ПМС № 334). При редовно посещение учениците на неделното училище получават удостоверение за завършено обучение в съответния клас и по изучаваните предмети български език и литература, география и история на България от Министерството на образованието и науката на България, както и правото да се явят на изпита по български език като роден, организиран от немските училищни власти след десети клас, като оценките от последния се вписват като балообразуващи в немските дипломи на учениците.

## Обучение
Училището предоставя възможност за посещение в присъствена, дистанционна и смесена форма на обучение. Допълнително от учебната 2023-2024 г. преподавателският екип работи усърдно по предлаганите 1-ви до 4-ти клас в допълнение към родноезиковите такива и като езикови класове за изучаване на БЕ като втори/чужд език. Към 2024 г. педагогическият екип на училището се състои от 2 начални учители, 6 филолози, 1 помощник предучилищен учител в година на обучение и 1 танцов педагог.